# Dynastie Trịnh
La dynastie Trịnh  (en vietnamien Chúa Trịnh) ou seigneurs Trịnh est un clan de la noblesse féodale détenant le pouvoir effectif sur le Nord du Vietnam qui s'imposa aux empereurs de la dynastie Lê de 1539 à 1786.
Ils sont en concurence avec les Seigneurs Nguyễn dans le Sud du Vietnam.

## Histoire
Après la tentative d'usurpation des Mạc entre 1527 et 1533, les empereurs de la dynastie Lê ne recouvrèrent jamais réellement leur pouvoir et ne régnèrent plus que de nom.
Le gouvernement  était complètement entre les mains du premier ministre, le « Chúa ». Cette dignité était héréditaire dans la famille Trịnh, dont les membres se succédèrent comme des rois. Les Trinh furent d'ailleurs renversés en même temps que la dynastie Lê par les Tay Son en 1786.

## Liste des Trịnh
- 1539-1572 : Trịnh Kiểm ;
- 1572-1573 : Trịnh Cối, son fils ;
- 1573-1623 : Trịnh Tùng, fils de Trịnh Kiểm ;
- 1623-1657 : Trịnh Tráng, son fils ;
- 1657-1682 : Trịnh Tạc, son fils ;
- 1682-1709 : Trịnh Căn ;
- 1709-1729 : Trịnh Cương ;
- 1729-1746 : Trịnh Giang, son fils ;
- 1746-1767 : Trịnh Doanh, fils de Trịnh Cương ;
- 1767-1782 : Trịnh Sâm, son fils ,
- 1782-1782 : Trịnh Cán, son fils ;
- 1782-1786 : Trịnh Khải, fils de Trịnh Sâm.
- 1786-1787 : Trịnh Bồng, prétendant.